# فليفوبولدر
فليفوبولدر (بالهولندية: Flevopolder) عبارة عن جزيرة بُلدِر تشكل الجزء الأكبر من فليفولاند، وهي مقاطعة من هولندا. تم إنشاؤه عن طريق استصلاح الأراضي، وتم تجفيف الجزء الشمالي الشرقي في عام 1955 والباقي - الجنوب الغربي - في عام 1968.

## المواقع
1. ↑  GeoNames (بالإنجليزية), 2005, QID:Q830106